# Anden-Bartvogel

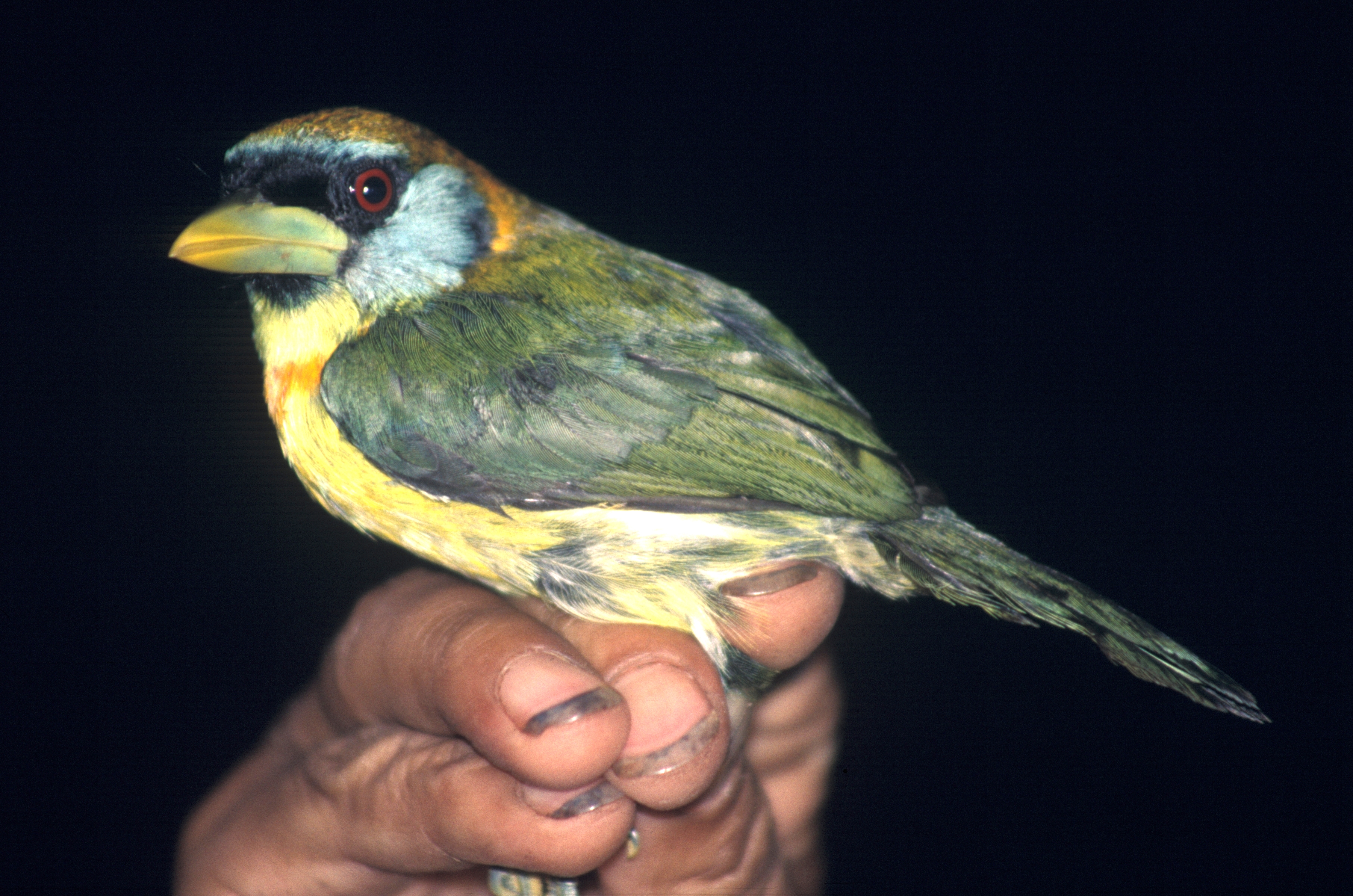
Anden-Bartvogel, Weibchen

Der Anden-Bartvogel (Eubucco bourcierii), auch Rotkopf-Bartvogel genannt, ist eine Vogelart aus der Familie der Amerikanischen Bartvögel. Die Art kommt in Zentral- und Südamerika vor. Es handelt sich um einen kleinen, überwiegend grünlichen Vogel mit einem kräftigen Schnabel. Der Sexualdimorphismus ist stark ausgeprägt. Es werden mehrere Unterarten unterschieden. Die IUCN stuft den Anden-Bartvogel als nicht gefährdet (least concern) ein.

## Erscheinungsbild
Die Männchen der Nominatform wiegen durchschnittlich 34 Gramm bei einer Körperlänge von etwa 15 Zentimetern. Die Flügellänge liegt zwischen 6,7 und 7,5 Zentimetern. Die Schwanzlänge beträgt 4,3 bis 5,4 Zentimeter. Der Schnabel ist zwischen 1,7 und 2,1 Zentimeter lang. Weibchen haben ähnliche Körpermaße.
Die Männchen der Nominatform haben einen roten Vorderkopf, lediglich eine dünne schwarze Linie verläuft entlang der Schnabelbasis. Einige haarähnliche Federn stehen ab. Diese sind gleichfalls schwarz und nicht länger als die halbe Schnabellänge. Kehle und Brust sind gleichfalls rot, auf dem Bauch geht die Färbung in gelborange über. Der Unterbauch ist gelb. Im Nacken verläuft ein schmales, weißes bis weißblaues Band. Der Rücken ist olivgrün. Die Steuerfedern sind dunkelgrün mit einem bläulichen Schimmer. Die Federschäfte sind schwarz. 
Das Federkleid der Weibchen unterscheidet sich so stark von dem der Männchen, dass diese zunächst als eigenständige Art beschrieben worden sind. Ihr Federkleid weist gewöhnlich kein Rot auf. Die Stirn und ein schmales Band unterhalb des Schnabels sind schwarz. Die Kopfseiten und ein schmaler Strich über der schwarzen Gesichtsmaske sind hellblau. Der Rest des Oberkopfes ist grünlich, im Nacken verläuft ein oranges Band. Die Körperoberseite ist olivgrünlich, die Körperunterseite gelblich.

## Verbreitungsgebiet
Der Anden-Bartvogel ist ein Bewohner von Bergwäldern von der Mitte Costa Ricas über Panama, das Hochland Nordkolumbiens, über Ecuador und Nordperu bis zum Westen Venezuelas. Das Verbreitungsgebiet ist fragmentiert. In Costa Rica kommt er im Osten in Höhenlagen zwischen 400 und 1600 und im Westen zwischen 800 und 2100 Metern vor. In Panama kommt er zwischen 575 und 1800 Höhenmetern vor. In Kolumbien lebt er dagegen in Bereichen zwischen 1200 und 2400 Höhenmetern. Im Osten Venezuelas kommen Anden-Bartvögel in Lagen zwischen 1000 und 1500 Metern und in Peru zwischen 1200 und 1500 Metern vor. In einigen Regionen seines Verbreitungsgebietes ist der Anden-Bartvogel ein häufiger Vogel. 

## Lebensraum und Lebensweise
Der Anden-Bartvogel bevorzugt als Lebensraum den Unterwuchs von Wäldern, dichte Gebüsche in Waldnähe, Waldränder sowie Sekundärwälder in feuchten tropischen und subtropischen Bergwäldern. Er wird gewöhnlich einzeln, gelegentlich auch paarweise angetroffen. Seine Nahrung besteht überwiegend aus Früchten und Beeren sowie in geringerem Maß auch aus Insekten. Sie wird überwiegend in einer Baumregion zwischen zwei und fünfzehn Meter Höhe gesucht. 
In Costa Rica fällt die Fortpflanzungszeit in den Zeitraum März bis Juni, in Kolumbien dagegen in den Zeitraum Dezember bis April. Das Gelege besteht aus zwei bis fünf  weißschaligen Eiern. Beide Elternvögel wechseln sich während des Tages bei der Bebrütung der Eier ab. Während der Nacht brütet allein das Weibchen. Die Brutzeit beträgt 15 Tage. Beide Elternvögel füttern. Die Nestlinge sind nach 31 Tagen flügge.

## Belege